# هان ژیجون
هان زی جون (انگلیسی: Han Zhijun؛ زادهٔ ۲۱ فوریهٔ ۱۹۳۰) سیاست‌مدار اهل چین است. وی بیوه هوآ گوئوفنگ رهبر عالی‌مقام چین است.